# Santuario della Madonna di Loreto (Cenate Sotto)
Il santuario della Madonna di Loreto è un luogo di culto cattolico, si trova sul monte Giuliano posto alle spalle di Cenate Sotto in provincia e diocesi di Bergamo, sussidiaria della chiesa parrocchiale di San Martino.

## Storia
La costruzione della piccola chiesa risale al XVII secolo suo luogo dove si trovava una croce. Essendo il terreno di proprietà del comune e in parte della famiglia Lupi e trovandosi in posizione visibile da tutto il paese fu scelta e considerata la posizione migliore per l'edificazione dell'edificio di culto mariano. Sul territorio nel 1986 sono rinvenuti oggetti del periodo preistorico.
La tradizione raccontata della Madonna di Loreto vuole che il 10 maggio 1291 sulla collina in prossimità di Fiume in Dalmazia alcuni personaggi si avvicinarono a una piccola casa dove trovarono un altare con una croce e una statua raffigurante la Vergine col Bambino. Questi raccontarono quanto avevano trovato e molti accorsero a venerare il luogo tra questi un sacerdote che trovatosi alettato per una grave malattia, al desiderio di poter pregare su quel luogo sacro fu visitato dalla visione della Madonna che gli disse che quella santa casa, era la riproduzione della sua casa in Galilea dove aveva ricevuto l'annuncio dell'arcangelo Gabriele. Riconoscendo inoltre la sua grande fede, lo guarì della sua grave malattia. La casa fu poi miracolosamente trasportata a Loreto dove è custodita nella grande basilica edificata nel XV secolo. Il culto della Madonna di Loreto si diffuse anche nelle terre bergamasche dove furono edificate chiese dedicate alla Madonna, così a Cenate Sotto dove la chiesa proprio per la grande devozione locale, viene conosciuta come santuario anche se non vi è riconosciuto alcun evento miracoloso.

La storia del santuario nasce per desiderio di don Giovanni Battista Maganoni, parroco di Cenate nei primi anni del Seicento, che desiderava la costruzione di un piccolo oratorio mariano. Sarà lui stesso a divenire il primo cappellano del santuario rinunciando alla carica di parroco della chiesa di San Martino vescovo. Risulta che molti furono i lasciti testamentari a favore della sua costruzione. Tra questi il 30 settembre 1614 un certo Pietro fu Pietro Testa:
(Notaio Gio. Battista Zonca 30 settembre 1614)
Purtroppo però la documentazione circa la sua edificazione è piuttosto scarsa, e l'archivio parrocchiale non conserva documenti se non fino al XIX secolo, anche se la chiesa fu sicuramente edificata nel biennio 1617-1618, e doveva essere simile alla chiesa di Loreto. Inizialmente veniva usati i paramenti sacri della parrocchia di San Martino solo nel 1659 il santuario era dotato di arredi sacri propri.
L'edificio subì nel tempo molte trasformazioni, molte di queste documentate della diverse visita pastorali che, in particolare nei primi anni, consigliava come meglio arredare e completare il piccolo edificio. La chiesa originale aveva una forma rettangolare completa di una zona presbiteriale e completa di torre campanaria piuttosto robusta, nonché la parte dedicata alla sagrestia. Fu costruita anche una piccola abitazione abitata dal cappellano accessibile direttamente dall'interno della chiesa. L'edificio fu completato dal portico poi modificato nel tempo.
Nel Settecento l'edificio fu al centro di rifacimento e ampliamento grazie anche al dono che aveva fatto l'amministrazione comunale di alcuni terreni coltivabili necessari per il mantenimento del cappellano e dell'edificio stesso., con la possibilità di costruire anche una strada di collegamento con Cenate. Nuovi lavori di mantenimento furono eseguiti nell'Ottocento,, sia con il rifacimento della copertura che il restauro della casa del cappellano, nonché le inferriate poste a protezione degli ingressi. La cantoria, posta sulla controfacciata, fu realizzata solo nel 1937, e lavori di abbellimento furono realizzati durante tutta la prima metà del XX secolo.

## Descrizione

### Esterno
La chiesa è posta sopra il colle Giuliano e presenta il sagrato erboso delimitato da una cancellata ferrea posta su tre lati. Il porticato seicentesco si presenta con quattro aperture ad arco rette da tre colonne toscane che poggiano su un muretto che presenta una piccola apertura nel secondo arco. Il fronte principale a capanna, è intonacato di bianco e presenta una zoccolatura a crespone e una unica apertura composta da due semi-colonne in pietra arenaria in stile toscano, che reggono l'arco ribassato in laterizio rosso. La facciata principale ospita due aperture una sopra l'altra di differenti misure con contorno in marmo di Zandobbio. Quella inferiore è protetta da una inferriata. 

### Interno
L'interno è a navata unica a pianta rettangolare. Vi si accede dalle facciate sud e nord mentre la facciata principale è priva d'ingressi. L'interno in stile neoclassico presenta lesene con capitelli terminanti con il cornicione in stucco dove s'imposta la volta a botte completamente decorata con pitture barocche raffiguranti la Madonna col Bambino e san Bernardo. Un gradino accompagna alla zona presbiteriale con l'altare in marmo posto sul coro. L'ancona posta sopra l'altare maggiore ospita la statua della Vergine di Loreto. L'opera lignea dorata è di autore ignoro eseguita nel Seicento e inserita nell'ancona in marmo nel 1618. Un'apertura laterale collega con la sagrestia che si trova dietro il presbiterio.
La controfacciata ospita la cantoria lignea realizzata nel 1937 donata dalla famiglia Pasientti come indicato nell'iscrizione centrale. 
La chiesa conservava l'opera di Enea Salmeggia detto il Talpino del 1622 Traslazione della santa Casa e santi poi conservato nella chiesa parrocchiale. Santuario della Madonna di Loreto, Comune di Cenate Sotto.
Il santuario conserva numerosi ex voto, quali ringraziamento per le gli aiuti ricevuti dai fedeli che si sono avvicinati nelle loro preghiere alla Madonna di Loreto.